# Peder Hedebol
Peder Nielsen Hedebol (7. november 1874 i Givskud – 20. januar 1959) var socialdemokratisk borgmester for Magistratens 2. afdeling (finansborgmester) i Københavns Kommune 1924-1938.
Hedebol var søn af arbejdsmand Niels Nielsen (død 1901) og hustru f Ulriksen (død 1899). Hans skolegang og læreår (gartneri) fandt sted i Vejle, og han tilbragte ungdomsår i USA og Tyskland og som funktionær ved Københavns Kommune. Han var sekretær i Kommunalt Arbejderforbund 1908-13, formand og kasserer for Folkelig Ligbrændingsforening 1905-11, sekretær i De samvirkende Fagforbund 1913-24, faglig medarbejder ved Social-Demokraten 1918-24, medlem af Borgerrepræsentationen 1914-24, af Folketinget (for Hillerødkredsen) 1918-20, af Landstinget (1. kreds) 1920-24 og var borgmester for Magistratens 2. afdeling 1924-38. Han afgik ved reformen samme år.
Han var medlem af styrelsen for Foreningen Norden, af bestyrelsen for Dronning Louises Børnehospital, af bestyrelsen for Hjælpekorpset Kalvebod Bastion, af bestyrelsen for foreningen af 1837 til forsømte Børns Frelse og af bestyrelsen for Overretssagfører L. Zeuthens Mindelegat, formand i direktionen for Landsforeningen til Kræftens Bekæmpelse 1946-54, i repræsentantskabet for Københavns Idrætspark, i bestyrelsen for Generalkonsul Ernst Carlsen og Hustru Adolphine Carlsens Legat til Kræftens Bekæmpelse og i bestyrelsen for Københavns social-filantropiske Boligselskab, æresmedlem i Sundby Sejlforening 1938, i Dansk Ligbrændingsforening 1939 og i Landsforeningen til Kræftens Bekæmpelse 1953.
Han blev gift 18. december 1903 med Emilie H., (17. november 1878 på Frederiksberg – 1948), datter af smed A. Poulsen (død 1923) og hustru f. Petersen (død 1921).